# 지스킬

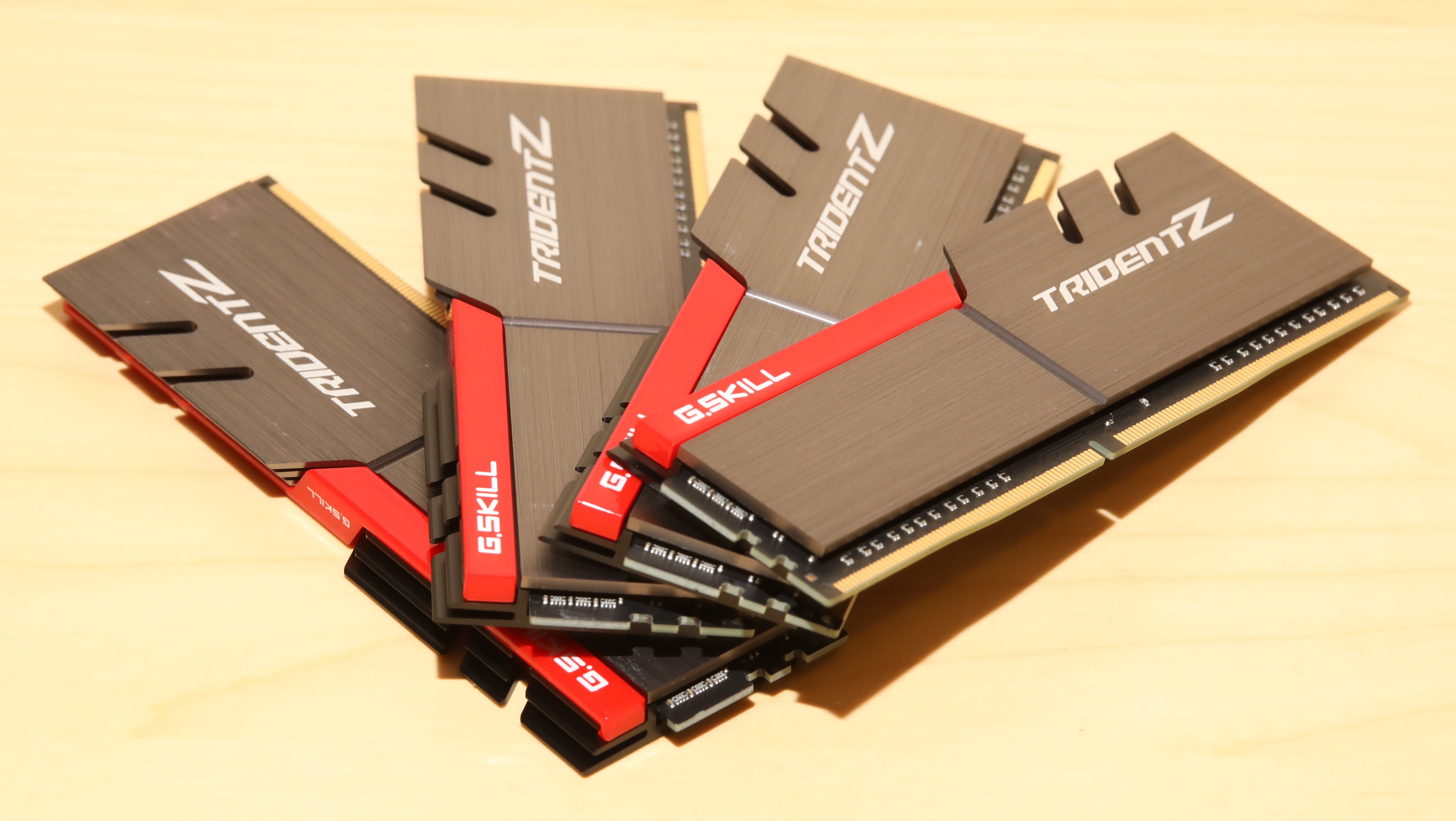
지스킬 트라이던트Z 메모리

지스킬(G.Skill International Enterprise Co., Ltd.)은 타이완의 컴퓨터 하드웨어 제조 업체이다. 이 회사의 대상 고객은 오버클럭을 하는 컴퓨터 사용자들이다. 다양한 고성능 PC 제품을 생산하며, 특히 RAM 제품을 통해 잘 알려진 기업이다.

## 역사
타이완에 기반을 둔 지스킬은 1989년 컴퓨터 열광자 그룹에 의해 설립되었다. 2003년에 이 회사는 컴퓨터 메모리 제조업체로 데뷔했다. 이 회사는 현재 북아메리카, 유럽, 아시아, 중동에서 몇 군데의 배급사들과 재판매 사업자들을 통해 운영되고 있다.

## 제품

### 메모리
지스킬은 DDR, DDR2 DDR3, DDR4 컴퓨터 메모리로 알려져 있다. RAM은 데스크톱, 워크스테이션, HTPC, 넷북, 랩톱을 대상으로 싱글 채널, 듀얼 채널, 트리플 채널, 쿼드 채널 팩으로 판매된다.
지스킬은 로 해머 취약점이 없는 유일한 DDR4 제조업체로 알려지기도 했다.
지스킬은 메모리 다이를 제조하지는 않으며, 메모리 다이를 DIMM 메모리 모듈에 조립하여 소비자들에게 판매한다.

### 솔리드 스테이트 드라이브
2014년 10월 22일, 지스킬은 MLC NAND를 사용하여 초당 2,000 MB, 245K IOPS의 최대 읽기 속도와 쓰기 속도를 달성한 최초의 익스트림 퍼포먼스 피닉스 블레이드 시리즈 480 GB PCIe 2.0 x8 SSD을 출시하였다.
2008년 5월 12일, 지스킬은 32 GB 또는 64 GB 용량의 최초의 SATA II 2.5인치 솔리드 스테이트 드라이브(SSD)를 발표했다.
또, 이 회사는 시큐어 디지털(SD), 멀티미디어카드(MMC) 및 고용량 USB 2.0, 3.0 플래시 드라이브를 포함하여 여러 포맷의 플래시 카드를 생산하고 있다.

### 주변기기

#### 기계식 게이밍 키보드
2015년 9월 14일, 지스킬은 진품 체리 키 스위치가 달린 새로운 RIPJAWS 시리즈 KM780 RGB와 KM780 MX 기계식 게이밍 키보드를 판매하겠다고 발표하였다.

#### 레이저 게이밍 마우스
2015년 9월 24일, 지스킬은 새로운 RIPJAWS 시리즈 MX780의 사용자 지정이 가능한 RGB 레이저 게이밍 마우스를 출시한다.

## 같이 보기
- 타이완의 기업 목록